# Smithtown (Nova Iorque)
Smithtown é uma vila no  Condado de Suffolk, Nova Iorque, Estados Unidos, na costa norte de Long Island. A população era de 115 715 no censo de 2000. 

## História
A cidade foi fundada por volta de 1665. Uma lenda local conta que depois de resgatar a filha sequestrada do chefe nativo americano, Richard Smith receberia do chefe toda a terra que ele conseguiria circundar num dia, e montado num touro. Smith escolheu montar o touro no dia mais longo do ano (solstício de verão) - para conseguir mais "em um dia". O terreno que ele conseguiu desta forma seria a localização aproximada da atual cidade. Existe uma estátua anatomicamente certa do touro, conhecido como Whisper, na bifurcação de Jericó Turnpike (Estrada Estadual 25 de Nova Iorque) e Johnland St. Road (Estrada Estadual 25A de Nova Iorque). Smithtown era originalmente conhecida como "Smithfield".
A fronteira entre Smithtown e a cidade de Huntington é parcialmente definida pelo estrada Bread and Cheese Hollow (Suffolk County Road 4), assim chamada por, segundo a lenda, ter sido onde Smith parou para um almoço de pão (em inglês bread) e queijo (em inglês cheese).

## Geografia
A cidade de Smithtown está localizada a 40 ° 52 '13 "Norte, 73 ° 13' 3" Oeste (40,862786, -73,215175).
De acordo com o United States Census Bureau tem uma área total de 111,4 milhas quadradas (288,5 km²), dos quais, 53,6 quilômetros quadrados (138,8 km ²) de terreno e 57,8 km ² (149,7 km ²) da mesma (51,89%) é água.